# Domingo Alonso
Domingo Lucio Alonso Jimeno (Pulgar, Toledo, 12 de mayo de 1882 – Madrid, 14 de agosto de 1936) fue un político y sindicalista socialista español, precursor de la extensión y organización del movimiento obrero socialista en la provincia de Toledo durante el primer tercio del siglo XX, encuadrado en el Partido Socialista Obrero Español (PSOE) y la Unión General de Trabajadores (UGT). 

## Biografía
Su primera profesión fue la de jornalero, aunque pronto comenzó a aprender el oficio de tipógrafo. Trabajó en la imprenta de la Diputación Provincial de Toledo. Fue fundador de la primera Casa del Pueblo de Toledo en 1910. Dirigió los periódicos obreros Heraldo de Toledo y Heraldo Obrero. Entre 1924 y 1927 fue concejal del Ayuntamiento de Toledo por el PSOE, cargo que volvió a desempeñar a partir de 1931, bajo la Segunda República Española.
Presidente de la Agrupación Socialista de Toledo, fue uno de los principales responsables de la organización y extensión del PSOE y la UGT por la provincia de Toledo, promoviendo en 1916 la fundación de la primera Federación provincial de campesinos de la UGT, antecedente de la Federación Nacional de Trabajadores de la Tierra. Representó a dicha federación y a la Agrupación Socialista de Toledo en los Congresos del PSOE de 1918, 1921, 1928, 1931 y 1932. Fue elegido Diputado a Cortes por Toledo en las elecciones generales de 1931, formando parte de la Comisión de Guerra del Congreso de los Diputados. 
El 26 de julio de 1936, tras ser secuestrado por los sublevados de la Guardia Civil en los primeros días de la Guerra Civil Española en Toledo, cayó herido de gravedad al ser utilizado por éstos como parapeto. Fue trasladado a Madrid, donde falleció el 14 de agosto de ese año.